# Rallye de Turquie
Ne pas confondre avec le Rallye du Bosphore.
Le rallye de Turquie (ou rallye d'Anatolie)  est une course automobile créée en 2000, disputée sur terre le plus souvent entre Antalya et Kemer (Province d'Antalya).

## Histoire
C'est une étape du championnat du monde des rallyes entre 2003 et 2006, puis en 2008 et 2010.
Elle ne figure pas au calendrier du championnat du monde en 2007, unique année où elle est incorporée à l'Intercontinental Rally Challenge.
Elle se court surtout dans les montagnes anatoliennes (Taurus occidental et Anti-Taurus), où la neige est fréquente. Cependant l'édition 2010 s'est disputée essentiellement plus au nord, en se rapprochant d'Ankara.
Cette course n'est plus disputée après l'épreuve de 2010, ayant été créée dans l'optique d'une intégration rapide au WRC.
L'épreuve fait son grand retour en 2018.

## Palmarès

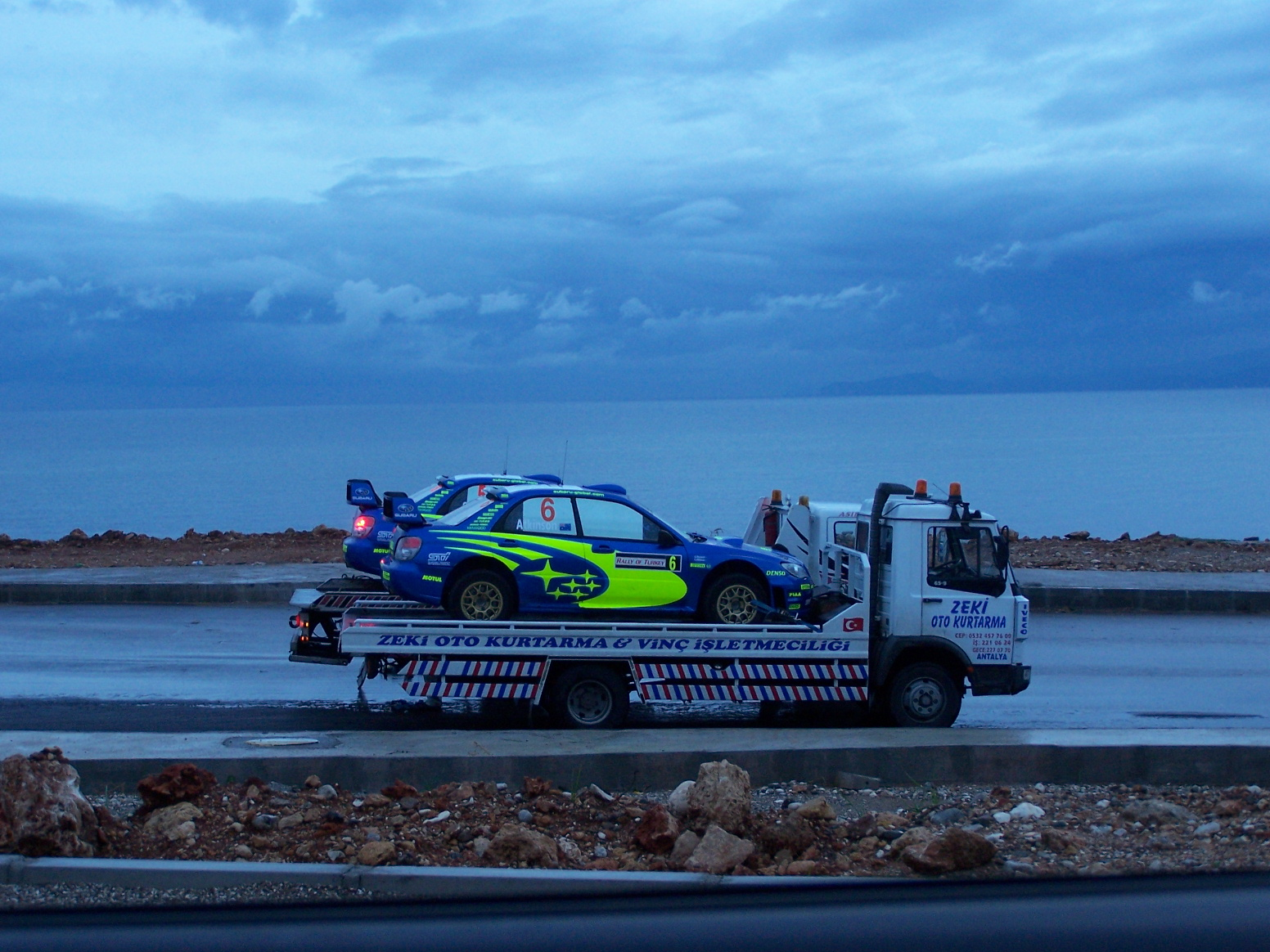
Deux Subaru Impreza en transfert pour le départ de l'édition 2006, à Antalya.

| Année     | Pilote           | Copilote           | Voiture              | 1re féminine    |
| --------- | ---------------- | ------------------ | -------------------- | --------------- |
| 2000      | Volkan Işık      | Yusuf Avimelek     | Subaru Impreza WRC   |                 |
| 2001      | Serkan Yazici    | Erkan Bodur        | Toyota Corolla WRC   |                 |
| 2002      | Ercan Kazaz      | Cem Bakançocukları | Subaru Impreza WRX   |                 |
| 2003      | Carlos Sainz     | Marc Martí         | Citroën Xsara WRC    |                 |
| 2004      | Sébastien Loeb   | Daniel Elena       | Citroën Xsara WRC    |                 |
| 2005      | Sébastien Loeb   | Daniel Elena       | Citroën Xsara WRC    |                 |
| 2006      | Marcus Grönholm  | Timo Rautiainen    | Ford Focus RS WRC 06 | Burcu Cetinkaya |
| 2007      | Nicolas Vouilloz | Nicolas Klinger    | Peugeot 207 S2000    | Burcu Cetinkaya |
| 2008      | Mikko Hirvonen   | Jarmo Lehtinen     | Ford Focus RS WRC 07 | Burcu Cetinkaya |
| 2010      | Sébastien Loeb   | Daniel Elena       | Citroën C4 WRC       | Burcu Cetinkaya |
| 2011-2017 | Non couru        | Non couru          | Non couru            | Non couru       |
| 2018      | Ott Tänak        | Martin Järveoja    | Toyota Yaris WRC     |                 |
| 2019      | Sébastien Ogier  | Julien Ingrassia   | Citroën C3 WRC       |                 |
| 2020      | Elfyn Evans      | Scott Martin       | Toyota Yaris WRC     |                 |